# Daria Pikulik
Daria Pikulik (Skarżysko-Kamienna, 6 januari 1997) is een Poolse weg- en baanwielrenster. 

## Carrière
In 2015 won Pikulik de puntenkoers op de wereldkampioenschappen voor junioren. Een jaar later behaalde ze een tweede plaats op de ploegenachtervolging tijdens de Europese kampioenschappen baanwielrennen.
Pikulik nam namens Polen in 2016 deel aan de Olympische Zomerspelen in Rio de Janeiro; ze werd 8e in de ploegenachtervolging en 14e in het omnium. Vijf jaar later, in augustus 2021 werd ze namens Polen tijdens de Olympische Zomerspelen 2020 in Tokio zesde in de koppelkoers samen met haar jongere zus Wiktoria Pikulik. Twee maanden later, tijdens de Europese kampioenschappen baanwielrennen 2021 in Grenchen won ze brons op de scratch. In 2022 won ze de Districtenpijl Ekeren-Deurne en werd ze vijfde op het Europese kampioenschap. Daarnaast werd ze ook tweede in het puntenklassement van de Baloise Ladies Tour.
Vanaf 2023 komt ze uit voor de Amerikaanse ploeg Human Powered Health Women. Namens deze ploeg won ze in 2023 onder andere de vierde etappe in de Ronde van Bretagne en de eerste etappe in de Tour de l'Ardèche. Ook won ze in dat jaar de eerste en laatste wedstrijd van de Women's World Tour: in januari won ze in Australië de openingsrit van de Women's Tour Down Under en in oktober won ze in China de Ronde van Guangxi.

## Palmares

### Wegwielrennen
2014
 Pools kampioenschap tijdrijden, junior
2015
 Pools kampioenschap tijdrijden, junior
 Pools kampioenschap op de weg, junior
2018
 Pools kampioenschap op de weg, elite
2019
 Pools kampioenschap tijdrijden, belofte
2022
Districtenpijl Ekeren-Deurne
 Pools kampioenschap op de weg, elite
2023
1e etappe Tour Down Under
4e etappe Ronde van Bretagne
Konvert Koerse
1e en 3e etappe Tour de l'Ardèche
Ronde van Guangxi (WWT)
2024
Ronde de Mouscron
Argenta Classic-2 Districtenpijl Ekeren-Deurne
 Europees kampioenschap op de weg

### Baanwielrennen

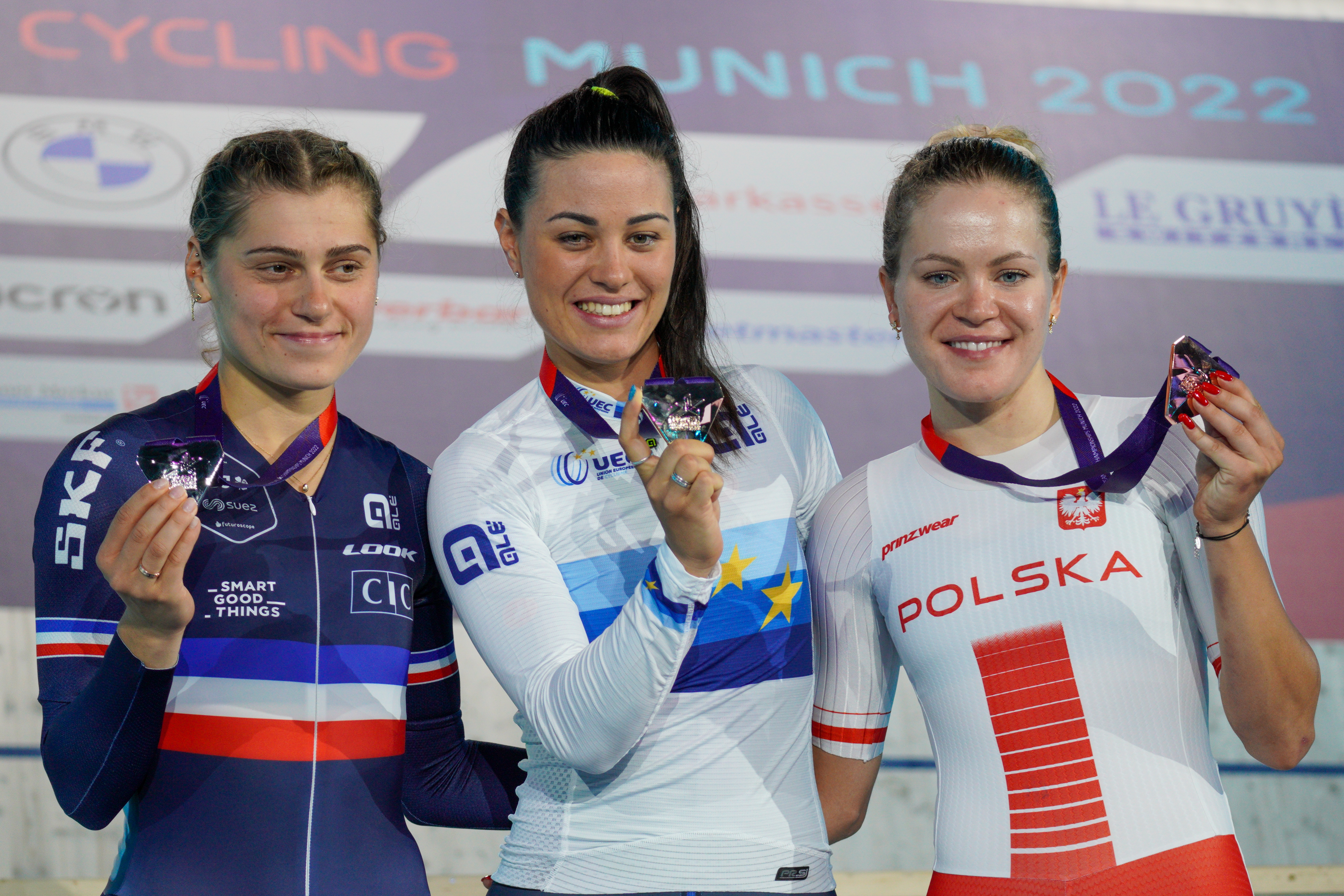
Pikulik won brons op het omnium tijdens de Europese kampioenschappen 2022.

| Jaar     | PK                                                                   | EK                                                          | WK                                                 | Overig |
| Junioren | Junioren                                                             | Junioren                                                    | Junioren                                           | Junioren |
| -------- | -------------------------------------------------------------------- | ----------------------------------------------------------- | -------------------------------------------------- | --- |
| 2015     |                                                                      | omnium · puntenkoers · ploegenachtervolging                 | puntenkoers · omnium                               | |
| Belofte  |                                                                      |                                                             |                                                    | |
| 2016     |                                                                      | achtervolging · ploegenachtervolging                        |                                                    | |
| 2019     | koppelkoers · ploegenachtervolging · omnium                          | koppelkoers · scratch · omnium                              |                                                    | |
| Elite    |                                                                      |                                                             |                                                    | |
| 2013     | 7e achtervolging 7e omnium 8e 500m tijdrit 8e puntenkoers 8e scratch |                                                             |                                                    | |
| 2014     |                                                                      |                                                             |                                                    | |
| 2015     |                                                                      |                                                             |                                                    | |
| 2016     |                                                                      | ploegenachtervolging                                        | 7e ploegenachtervolging                            | Olympische Spelen: 8e ploegenachtervolging 14e omnium                                                              |
| 2017     | puntenkoers · 9e scratch                                             | ploegenachtervolging · 8e koppelkoers                       | 4e omnium 8e ploegenachtervolging 24e omnium       | |
| 2018     | omnium · afvalkoers · koppelkoers · 6e puntenkoers · 9e scratch      | 4e ploegenachtervolging 6e omnium 9e koppelkoers            | 22e omnium                                         | Genève: · eindklassement                                                                                           |
| 2019     | omnium · puntenkoers · scratch · afvalkoers                          | 4e omnium 6e koppelkoers 6e ploegenachtervolging            | 8e koppelkoers 10e omnium 13e ploegenachtervolging | |
| 2020     | scratch                                                              |                                                             | omnium · 7e koppelkoers · 11e ploegenachtervolging | |
| 2021     |                                                                      | scratch · 10e omnium                                        | 6e ploegenachtervolging 8e scratch                 | Olympische Spelen: · 6e koppelkoers (met Wiktoria Pikulik) · NC Cali: · koppelkoers · omnium · ploegenachtervolgin |
| 2022     | achtervolging · koppelkoers · omnium · puntenkoers                   | omnium                                                      | 11e ploegenachtervolging                           | |
| 2023     |                                                                      | omnium · scratch · 6e koppelkoers · 7e ploegenachtervolging | 4e koppelkoers 7e omnium 7e scratch                | |
| 2024     |                                                                      | 4e koppelkoers 4e scratch 5e omnium 6e ploegenachtervolging |                                                    | Olympische Spelen: · omnium                                                                                        |

## Ploegen
- 2017 –  Cervélo-Bigla (vanaf 1 augustus)
- 2022 –  ATOM Deweloper Posciellux.pl Wrocław
- 2023 –  Human Powered Health
- 2024 –  Human Powered Health
- 2025 –  Human Powered Health

Dragoo · Hanselmann · Horne · Klein · Koppenburg · Lepistö · Moolman-Pasio · Perchtold · Pikulik · Pilote-Fortin · Pohl · Uttrup Ludwig · Vilmann
Buysman · Christie · Christofórou · Clouse · Cordon-Ragot (vanaf 6/4) · Van 't Geloof · Kröger · MacPherson · Malcotti · Pikulik · Raaijmakers · Schmid · Vandenbulcke · Williams · Wood · Yonamine
Birjoekova · Borghesi (vanaf 2/7) · Christie · Cordon-Ragot · Doebel-Hickok · Edwards · Grossetête · Kasper · Malcotti · D. Pikulik · W. Pikulik · Raaijmakers · Ragusa · Williams · Wood · Zanardi · Zanetti
Blanco · Borghesi · Cipressi · Coles-Lyster · Edwards · Grossetête · de Jong · Kasper · Malcotti · Mitterwallner · D. Pikulik · W. Pikulik · Raaijmakers · Ragusa · Schweinberger · Williams · Zanardi